# Persone di nome Nicola
| Questa pagina contiene informazioni ricavate automaticamente dalle voci biografiche con l'ausilio del template Bio e di un bot. L'aggiornamento è periodico e automatico e ricostruisce completamente la pagina. Se manca una persona in questa lista, sei pregato di non aggiungerla, ma accertati piuttosto che la sua voce biografica contenga il template Bio e che i dati anagrafici siano correttamente compilati. Se il template Bio manca, inseriscilo tu stesso o, in alternativa, metti l'avviso {{tmp\|Bio}} che ne segnala la mancanza. Se i dati riportati sono sbagliati, correggi direttamente la voce biografica; le modifiche saranno visibili in questa lista entro pochi giorni. Per chiarimenti vedi il progetto antroponimi. La lista contiene solo le 828 persone che sono citate nell'enciclopedia e per le quali è stato implementato correttamente il template Bio. Pagina aggiornata al 6 ago 2025. |

Questa è una lista di persone presenti nell'enciclopedia che hanno il nome Nicola, suddivise per attività principale.

## Abati(2)
- Nicola Contieri, abate e arcivescovo cattolico italiano (Bari, n. 1827 - Grottaferrata, † 1899)
- Nicola d'Orgemont, abate belga (Napoli, n. 1826 - Cassino, † 1896)

## Alchimisti(1)
- Nicola Gambetti, alchimista italiano (Monterotondo di Badia Tedalda, n. 1832 - Monterotondo di Badia Tedalda, † 1921)

## Allenatori di atletica leggera(1)
- Nicola Silvaggi, allenatore di atletica leggera italiano (Pescara, n. 1957)

## Allenatori di calcio(26)
- Nicola Ascoli, allenatore di calcio, dirigente sportivo e ex calciatore italiano (Vibo Valentia, n. 1979)
- Nicola Belmonte, allenatore di calcio e ex calciatore italiano (Cosenza, n. 1987)
- Antonio Calabro, allenatore di calcio e ex calciatore italiano (Galatina, n. 1976)
- Nicola Campedelli, allenatore di calcio e ex calciatore italiano (Gatteo, n. 1979)
- Nicola Cassese, allenatore di calcio e calciatore italiano (Pozzuoli, n. 1900 - Pozzuoli, † 1968)
- Nicola Ciccolo, allenatore di calcio e ex calciatore italiano (Taranto, n. 1940)
- Nicola Coppola, allenatore di calcio e ex calciatore italiano (Mondragone, n. 1962)
- Nicola Corrent, allenatore di calcio e ex calciatore italiano (Verona, n. 1979)
- Nicola D'Alessio Monte, allenatore di calcio italiano (Napoli, n. 1928 - Napoli, † 2019)
- Nicola Di Leo, allenatore di calcio e ex calciatore italiano (Trani, n. 1960)
- Nicola Dibitonto, allenatore di calcio e ex calciatore italiano (Barletta, n. 1966)
- Nicola Diliso, allenatore di calcio e ex calciatore italiano (Bari, n. 1974)
- Nicola Donazzan, allenatore di calcio e ex calciatore italiano (Bassano del Grappa, n. 1985)
- Nicola Ferrari, allenatore di calcio e ex calciatore italiano (Tione di Trento, n. 1983)
- Nicola Legrottaglie, allenatore di calcio, dirigente sportivo e ex calciatore italiano (Gioia del Colle, n. 1976)
- Nicola Losacco, allenatore di calcio e ex calciatore italiano (Bari, n. 1968)
- Nicola Marangon, allenatore di calcio e ex calciatore italiano (Venezia, n. 1971)
- Nicola Papa, allenatore di calcio e calciatore italiano (Bari, n. 1897 - Torino, † 1975)
- Nicola Pavarini, allenatore di calcio e ex calciatore italiano (Brescia, n. 1974)
- Nicola Pozzi, allenatore di calcio e ex calciatore italiano (Rimini, n. 1986)
- Nicola Princivalli, allenatore di calcio e ex calciatore italiano (Trieste, n. 1979)
- Nicola Ripa, allenatore di calcio e ex calciatore italiano (Porto Sant'Elpidio, n. 1951)
- Nicola Romaniello, allenatore di calcio e ex calciatore italiano (Aversa, n. 1974)
- Nicola Santoni, allenatore di calcio e ex calciatore italiano (Forlì, n. 1979)
- Nicola Traini, allenatore di calcio e ex calciatore italiano (Offida, n. 1948)
- Nicola Tribuiani, allenatore di calcio italiano (Giulianova, n. 1944)

## Allenatori di hockey su ghiaccio(1)
- Nicola Tessari, allenatore di hockey su ghiaccio e ex hockeista su ghiaccio italiano (Asiago, n. 1987)

## Allenatori di pallacanestro(2)
- Nicola Brienza, allenatore di pallacanestro italiano (Cantù, n. 1980)
- Nico Messina, allenatore di pallacanestro italiano (Potenza, n. 1922 - Genova, † 2005)

## Allenatori di pallavolo(2)
- Nicola Daldello, allenatore di pallavolo e ex pallavolista italiano (Treviso, n. 1983)
- Nicola Negro, allenatore di pallavolo italiano (Treviso, n. 1980)

## Altiste(1)
- Nicola Olyslagers, altista australiana (North Gosford, n. 1996)

## Altisti(1)
- Nicola Ciotti, altista italiano (Rimini, n. 1976)

## Ambasciatori(1)
- Nicola Maffei, ambasciatore italiano (Mantova, n. 1487 - Mantova, † 1536)

## Ammiragli(1)
- Nicola Carlone, ammiraglio italiano (Minervino Murge, n. 1960)

## Anatomisti(1)
- Nicola Bertuccio, anatomista italiano (Bologna, † 1347)

## Antifascisti(3)
- Nicola Grosa, antifascista e partigiano italiano (Torino, n. 1904 - Torino, † 1978)
- Nicola Serino, antifascista e sindacalista italiano (Castellaneta, n. 1876 - Resina, † 1926)
- Nicola Serra, antifascista italiano (Imperia, n. 1918 - Mauthausen, † 1944)

## Apneisti(1)
- Nicola Brischigiaro, apneista italiano (Dolo, n. 1970)

## Arbitri di calcio(4)
- Nicola Ayroldi, ex arbitro di calcio italiano (Molfetta, n. 1965)
- Nicola Pierpaoli, ex arbitro di calcio italiano (Firenze, n. 1974)
- Nicola Rizzoli, ex arbitro di calcio italiano (Mirandola, n. 1971)
- Nicola Stefanini, ex arbitro di calcio italiano (Firenze, n. 1975)

## Arbitri di calcio a 5(1)
- Nicola Manzione, arbitro di calcio a 5 italiano (Salerno, n. 1983)

## Archeologi(1)
- Nicola Ratti, archeologo e storico italiano (Roma, n. 1759 - Roma, † 1833)

## Architetti(9)
- Nicola Barbioni, architetto italiano (Città di Castello, n. 1637 - Città di Castello, † 1688)
- Nicola Gennaro, architetto italiano (Este, n. 1968)
- Nicola Mezucelli, architetto italiano (Teramo, n. 1807 - † 1888)
- Nicola Michetti, architetto italiano (Venezia - Roma, † 1758)
- Nicola Mosso, architetto italiano (Graglia, n. 1899 - Torino, † 1986)
- Nicola Pagliara, architetto italiano (Roma, n. 1933 - Napoli, † 2017)
- Nicola Sabbatini, architetto e scenografo italiano (Pesaro, n. 1574 - † 1654)
- Nicola Salvi, architetto italiano (Roma, n. 1697 - Roma, † 1751)
- Nicola Tarino, architetto italiano (n. 1765 - † 1829)

## Arcivescovi(3)
- Nicola II Crisoberge, arcivescovo bizantino († 991)
- Nicola I Mistico, arcivescovo, teologo e politico bizantino (Italia, n. 852 - Costantinopoli, † 925)
- Nicola Kán, arcivescovo ungherese († 1279)

## Arcivescovi cattolici(9)
- Nicola Buschi, arcivescovo cattolico italiano (Cesena, n. 1732 - Ferentino, † 1813)
- Nicola Cioffi, arcivescovo cattolico italiano (Napoli, n. 1697 - Amalfi, † 1758)
- Nicola Margiotta, arcivescovo cattolico italiano (Martina Franca, n. 1889 - Martina Franca, † 1976)
- Nicola Monterisi, arcivescovo cattolico italiano (Barletta, n. 1867 - Salerno, † 1944)
- Nicola di Strigonio, arcivescovo cattolico ungherese
- Nicola Riezzo, arcivescovo cattolico italiano (Squinzano, n. 1904 - Squinzano, † 1998)
- Nicola Rotunno, arcivescovo cattolico e diplomatico italiano (Stigliano, n. 1928 - Stigliano, † 1999)
- Nicola Sánchez de Luna, arcivescovo cattolico italiano (Napoli, n. 1725 - Nola, † 1768)
- Nicola Giuseppe Ugo, arcivescovo cattolico italiano (Agrigento, n. 1775 - Napoli, † 1843)

## Arcivescovi ortodossi(7)
- Nicola IV Muzalone, arcivescovo ortodosso bizantino (n. 1070 - † 1152)
- Nicola III Grammatico, arcivescovo ortodosso bizantino (Costantinopoli, † 1111)
- Nicola III di Alessandria, arcivescovo ortodosso egiziano († 1398)
- Nicola I di Alessandria, arcivescovo ortodosso egiziano († 1243)
- Nicola II di Alessandria, arcivescovo ortodosso egiziano († 1276)
- Nicola IV di Alessandria, arcivescovo ortodosso egiziano († 1417)
- Nicola di Gerusalemme, arcivescovo ortodosso bizantino

## Artisti(3)
- Nicola De Maria, artista e pittore italiano (Foglianise, n. 1954)
- Nicola Maria Martino, artista e pittore italiano (Lesina, n. 1946)
- Nicola Samorì, artista italiano (Forlì, n. 1977)

## Astronomi(1)
- Nicola di Lynn, astronomo inglese (King's Lynn)

## Attivisti(1)
- Nicky Crane, attivista britannico (Bexley, n. 1958 - Paddington, † 1993)

## Attori(16)
- Nicola Acunzo, attore e politico italiano (Varese, n. 1976)
- Nicola Calì, attore e regista italiano (Messina, n. 1971)
- Nicola Canonico, attore e produttore teatrale italiano (Avella, n. 1976)
- Nicola De Buono, attore italiano (Addis Abeba, n. 1940)
- Nicola Di Gioia, attore italiano (Andria, n. 1944 - Roma, † 2017)
- Nicola Di Pinto, attore italiano (Napoli, n. 1947)
- Nicola Fanucchi, attore e regista italiano (Lucca, n. 1964)
- Nicola Farron, attore italiano (Oristano, n. 1964)
- Nicola Maldacea, attore, comico e cantante italiano (Napoli, n. 1870 - Roma, † 1945)
- Nicola Maldacea Jr., attore italiano (Napoli, n. 1919 - Roma, † 1958)
- Nicola Nocella, attore italiano (Terlizzi, n. 1981)
- Nicola Pignataro, attore italiano (Bari, n. 1943)
- Nicola Pistoia, attore e regista italiano (Roma, n. 1954)
- Nicola Rignanese, attore italiano (Foggia, n. 1965)
- Nicola Siri, attore italiano (Genova, n. 1968)
- Nicola Valenzano, attore, regista e ballerino italiano (Bari, n. 1962 - Bari, † 2025)

## Attori teatrali(1)
- Nicola Pescatori, attore teatrale e attore cinematografico italiano (Firenze, n. 1879 - Roma, † 1936)

## Attrici(9)
- Nicola Bryant, attrice britannica (Guildford, n. 1960)
- Nicola Correia-Damude, attrice e doppiatrice canadese (Toronto, n. 1981)
- Nicola Coughlan, attrice irlandese (Galway, n. 1987)
- Nicola Pagett, attrice britannica (Il Cairo, n. 1945 - Londra, † 2021)
- Nicola Peltz, attrice e regista statunitense (Westchester County, n. 1995)
- Nicola Ransom, attrice tedesca (Londra, n. 1971)
- Nicola Tiggeler, attrice, cantante e danzatrice tedesca (Hannover, n. 1960)
- Nicola Walker, attrice britannica (Londra, n. 1970)
- Nicola Warren, attrice britannica

## Attrici teatrali(1)
- Nicola Hughes, attrice teatrale, cantante e ballerina britannica (Leicester, n. 1975)

## Aviatori(1)
- Nicola Collarile, aviatore italiano (Benevento, n. 1895 - Roma, † 1967)

## Avvocati(14)
- Nicola Amore, avvocato e politico italiano (Roccamonfina, n. 1828 - Napoli, † 1894)
- Nicola Angelucci, avvocato e politico italiano (Castel Gandolfo, n. 1895 - † 1988)
- Nicola Ciccolungo, avvocato e politico italiano (Fermo, n. 1877 - † 1952)
- Nicola Corvo, avvocato, drammaturgo e librettista italiano (Napoli - Napoli)
- Nicola Foschini, avvocato e politico italiano (Napoli, n. 1909 - † 1999)
- Nicola Galdo, avvocato e politico italiano (Napoli, n. 1917 - † 1967)
- Nicola Lombardi, avvocato, politico e giornalista italiano (Mileto, n. 1870 - Catanzaro, † 1952)
- Nicola Nacucchi, avvocato e politico italiano (Gravina in Puglia, n. 1886 - Lecce, † 1963)
- Nicola Romeo, avvocato e politico italiano (Napoli, n. 1902 - Milano, † 1974)
- Nicola Sansanelli, avvocato, militare e politico italiano (Sant'Arcangelo, n. 1891 - Napoli, † 1968)
- Nicola Serra, avvocato, politico e antifascista italiano (Cosenza, n. 1867 - Cosenza, † 1950)
- Nicola Spaccapietra, avvocato, magistrato e politico italiano (Francavilla al Mare, n. 1800 - Napoli, † 1880)
- Nicola Vernola, avvocato e politico italiano (Bari, n. 1932 - Bari, † 2000)
- Nicola Vischi, avvocato e politico italiano (Trani, n. 1849 - Napoli, † 1914)

## Bassi(3)
- Nicola Moscona, basso greco (Atene, n. 1907 - Filadelfia, † 1975)
- Nicola Rossi-Lemeni, basso italiano (Istanbul, n. 1920 - Bloomington, † 1991)
- Nicola Zaccaria, basso greco (Pireo, n. 1923 - Atene, † 2007)

## Bassi-baritoni(1)
- Nicola Ulivieri, basso-baritono italiano (Arco, n. 1967)

## Bassisti(1)
- Faso, bassista italiano (Milano, n. 1965)

## Bobbiste(1)
- Nicola Minichiello, ex bobbista britannica (n. 1978)

## Botanici(2)
- Nicola Antonio Pedicino, botanico italiano (San Giuliano del Sannio, n. 1839 - Napoli, † 1883)
- Nicola Terracciano, botanico e micologo italiano (Pozzuoli, n. 1837 - Napoli, † 1921)

## Briganti(2)
- Nicola Morra, brigante italiano (Cerignola, n. 1827 - Firenze, † 1904)
- Nicola Napolitano, brigante italiano (Nola, n. 1838 - Nola, † 1863)

## Calciatrici(1)
- Nicola Docherty, calciatrice britannica (Falkirk, n. 1992)

## Canoisti(1)
- Nicola Ripamonti, canoista italiano (Lecco, n. 1990)

## Canottieri(1)
- Nicola Sartori, ex canottiere italiano (Cremona, n. 1976)

## Cantanti(8)
- Nicola Arigliano, cantante e attore italiano (Squinzano, n. 1923 - Calimera, † 2010)
- Nico Royale, cantante italiano (Bologna, n. 1983)
- Jim Capaldi, cantante e batterista britannico (Evesham, n. 1944 - Londra, † 2005)
- Nico Desideri, cantante italiano (Marcianise, n. 1970)
- Nicki French, cantante britannica (Carlisle, n. 1964)
- Nicola Roberts, cantante britannica (Stamford, n. 1985)
- Nicola Sirkis, cantante, chitarrista e regista francese (Antony, n. 1959)
- Nico Tirone, cantante italiano (Sambuca di Sicilia, n. 1944 - Mazara del Vallo, † 2012)

## Cantautori(3)
- Nicola Di Bari, cantautore italiano (Zapponeta, n. 1940)
- Setak, cantautore, compositore e chitarrista italiano (Penne, n. 1986)
- Walter Valdi, cantautore, cabarettista e attore italiano (Cavenago di Brianza, n. 1930 - Milano, † 2003)

## Cardinali(11)
- Niccolò Caetani di Sermoneta, cardinale e arcivescovo cattolico italiano (Roma, n. 1526 - Roma, † 1585)
- Nicola Canali, cardinale italiano (Rieti, n. 1874 - Città del Vaticano, † 1961)
- Niccola Clarelli Paracciani, cardinale e vescovo cattolico italiano (Rieti, n. 1799 - Vico Equense, † 1872)
- Nicola Colonna di Stigliano, cardinale italiano (Napoli, n. 1730 - Savignano di Romagna, † 1796)
- Nicola Cusano, cardinale, teologo e filosofo tedesco (Kues, n. 1401 - Todi, † 1464)
- Nicola Grimaldi, cardinale italiano (Treia, n. 1768 - Roma, † 1845)
- Nicola Grimaldi, cardinale italiano (Teano, n. 1645 - Roma, † 1717)
- Nicola II di Lorena, cardinale francese (Nancy, n. 1609 - Nancy, † 1670)
- Nicola Perrelli, cardinale italiano (Napoli, n. 1696 - Roma, † 1772)
- Nicola Riganti, cardinale e vescovo cattolico italiano (Molfetta, n. 1744 - Roma, † 1822)
- Nicola Gaetano Spinola, cardinale e arcivescovo cattolico italiano (Madrid, n. 1659 - Roma, † 1735)

## Ceramisti(1)
- Nicola Giustiniani, ceramista italiano (San Lorenzello, n. 1732 - Napoli, † 1815)

## Cestisti(9)
- Nicola Akele, cestista italiano (Treviso, n. 1995)
- Nicola Berdini, cestista italiano (Civitanova Marche, n. 2003)
- Nicola Bertoglio, ex cestista italiano (Cittiglio, n. 1993)
- Nicola Giordano, cestista italiano (Venezia, n. 2003)
- Nicola Mei, cestista italiano (Lucca, n. 1985)
- Nicola Minessi, ex cestista e dirigente sportivo italiano (Brescia, n. 1974)
- Nicola Natali, cestista italiano (Firenze, n. 1988)
- Nicola Porcelli, cestista e allenatore di pallacanestro italiano (Cherso, n. 1935 - Trieste, † 2010)
- Nicola Zaghi, ex cestista italiano (Sanremo, n. 1967)

## Chimici(3)
- Nicola Armaroli, chimico italiano (Bentivoglio, n. 1966)
- Nicola Giordano, chimico italiano (Messina, n. 1931 - Messina, † 1996)
- Nicola Parravano, chimico italiano (Fontana Liri, n. 1883 - Fiuggi, † 1938)

## Chirurghi(1)
- Nicola D'Apolito, chirurgo e scienziato italiano (Cagnano Varano, n. 1815 - Cagnano Varano, † 1862)

## Chitarristi(3)
- Nicola Mingo, chitarrista italiano (Napoli, n. 1963)
- Lino Nicolosi, chitarrista e produttore discografico italiano (Milano, n. 1961)
- Danny Trent, chitarrista e compositore italiano (Bari, n. 1984)

## Ciclisti su strada(12)
- Nicola Bagioli, ex ciclista su strada italiano (Sondrio, n. 1995)
- Nicola Boem, ex ciclista su strada italiano (San Donà di Piave, n. 1989)
- Nicola Chesini, ex ciclista su strada italiano (Negrar, n. 1974)
- Nicola Conci, ciclista su strada italiano (Trento, n. 1997)
- Nicola Di Biase, ciclista su strada italiano (Penne, n. 1894 - Bologna, † 1966)
- Nicola Gavazzi, ex ciclista su strada italiano (Iseo, n. 1978)
- Nicola Loda, ex ciclista su strada italiano (Brescia, n. 1971)
- Nicola Mammina, ciclista su strada italiano (Monreale, n. 1909)
- Nicola Miceli, ex ciclista su strada italiano (Desio, n. 1971)
- Nicola Minali, ex ciclista su strada italiano (Isola della Scala, n. 1969)
- Nicola Ruffoni, ciclista su strada italiano (Brescia, n. 1990)
- Nicola Venchiarutti, ciclista su strada italiano (Tolmezzo, n. 1998)

## Compositori(23)
- Nicola Campogrande, compositore, direttore artistico e critico musicale italiano (Torino, n. 1969)
- Nicola Cassano, compositore e pianista italiano (Ruvo di Puglia, n. 1857 - Bari, † 1915)
- Nicola Cisternino, compositore e artista italiano (San Giovanni Rotondo, n. 1957)
- Nicola Conforto, compositore italiano (Napoli, n. 1718 - Madrid, † 1793)
- Nicola Corbascio, compositore, pianista e fisarmonicista italiano (Castellana Grotte, n. 1931 - Castellana Grotte, † 2008)
- Nicola Cosimi, compositore e violinista italiano (Loreto, n. 1667 - † 1717)
- Nicola Costarella, compositore, critico musicale e musicologo italiano (San Demetrio ne' Vestini, n. 1911 - Roma, † 1993)
- Nicola D'Arienzo, compositore italiano (Napoli, n. 1842 - Napoli, † 1915)
- Nicola De Giosa, compositore italiano (Bari, n. 1819 - Bari, † 1885)
- Nicola Fazzini, compositore, sassofonista e direttore artistico italiano (Milano, n. 1970)
- Nicola Fiorenza, compositore e violinista italiano (Napoli - Napoli, † 1764)
- Nicola Francesco Haym, compositore, violoncellista e librettista italiano (Roma, n. 1678 - Londra, † 1729)
- Nicola Bonifacio Logroscino, compositore italiano (Bitonto, n. 1698 - Palermo)
- Nicola Manfroce, compositore italiano (Palmi, n. 1791 - Napoli, † 1813)
- Nicola Porpora, compositore italiano (Napoli, n. 1686 - Napoli, † 1768)
- Nicola Sala, compositore italiano (Tocco Caudio, n. 1713 - Napoli, † 1801)
- Nicola Samale, compositore, direttore d'orchestra e musicologo italiano (Castelnuovo d'Istria, n. 1941)
- Nicola Spinelli, compositore italiano (Torino, n. 1865 - Roma, † 1909)
- Nicola Tescari, compositore, pianista e produttore discografico italiano (Milano, n. 1972)
- Nicola Vaccaj, compositore e insegnante italiano (Tolentino, n. 1790 - Pesaro, † 1848)
- Nicola Valente, compositore e editore italiano (Napoli, n. 1881 - Napoli, † 1946)
- Nicola Vicentino, compositore e teorico della musica italiano (Vicenza, n. 1511 - Milano, † 1577)
- Nicola Antonio Zingarelli, compositore italiano (Napoli, n. 1752 - Torre del Greco, † 1837)

## Condottieri(1)
- Nicola Dal Verme, condottiero, diplomatico e politico italiano (Verona - Verona)

## Conduttori radiofonici(2)
- Nicola Prudente, conduttore radiofonico, conduttore televisivo e autore televisivo italiano (Mesagne, n. 1976)
- Nicola Savino, conduttore radiofonico, conduttore televisivo e autore televisivo italiano (Lucca, n. 1967)

## Costituzionalisti(1)
- Nicola Occhiocupo, costituzionalista italiano (Villa Bozza, n. 1936)

## Critici d'arte(1)
- Nicola Ciarletta, critico d'arte, critico teatrale e critico cinematografico italiano (Roma, n. 1910 - Roma, † 1993)

## Critici letterari(2)
- Nicola Francesco Cimmino, critico letterario italiano (Grumo Nevano, n. 1908 - Roma, † 1994)
- Nicola Tanda, critico letterario e filologo italiano (Sorso, n. 1928 - Londra, † 2016)

## Critici teatrali(1)
- Nicola Savarese, critico teatrale e curatore editoriale italiano (Roma, n. 1945 - Roma, † 2024)

## Danzatori(2)
- Nicola Del Freo, danzatore italiano (Massa, n. 1991)
- Nicola Guerra, ballerino italiano (Napoli, n. 1865 - Cernobbio, † 1942)

## Diplomatici(1)
- Nicola Maresca Donnorso di Serracapriola, diplomatico e politico italiano (San Pietroburgo, n. 1790 - Portici, † 1870)

## Direttori artistici(1)
- Nicola Veccia Scavalli, direttore artistico, editore e grafico italiano (Parigi, n. 1976)

## Direttori d'orchestra(3)
- Nicola Luisotti, direttore d'orchestra italiano (Viareggio, n. 1961)
- Nicola Rescigno, direttore d'orchestra statunitense (New York, n. 1916 - Viterbo, † 2008)
- Nicola Sgrò, direttore d'orchestra e compositore italiano (Reggio Calabria, n. 1937 - Reggio Calabria, † 2019)

## Direttori della fotografia(1)
- Nicola Pecorini, direttore della fotografia italiano (Milano, n. 1957)

## Direttori di coro(1)
- Nicola Conci, direttore di coro, compositore e musicista italiano (n. 1939)

## Dirigenti pubblici(2)
- Nicola De Pirro, dirigente pubblico e giornalista italiano (Nocara, n. 1898 - Roma, † 1979)
- Nicola Zaccheo, dirigente pubblico e dirigente d'azienda italiano (Acquaviva delle Fonti, n. 1967)

## Dirigenti sportivi(9)
- Nicola Alberani, dirigente sportivo italiano (Forlì, n. 1975)
- Nicola Amoruso, dirigente sportivo e ex calciatore italiano (Cerignola, n. 1974)
- Nicola Caccia, dirigente sportivo, allenatore di calcio e ex calciatore italiano (Castello di Cisterna, n. 1970)
- Nicola Ceravolo, dirigente sportivo italiano (Soriano Calabro, n. 1907 - Catanzaro, † 1988)
- Nicola D'Ottavio, dirigente sportivo e ex calciatore italiano (Agnone, n. 1959)
- Nicola Lo Buono, dirigente sportivo, allenatore di calcio e calciatore italiano (Bari, n. 1933 - † 2009)
- Nicola Padoin, dirigente sportivo e ex calciatore italiano (Montebelluna, n. 1979)
- Nicola Palladino, dirigente sportivo e scacchista italiano (Milano, n. 1932 - Milano, † 2008)
- Nicola Salerno, dirigente sportivo italiano (Matera, n. 1956)

## Disc jockey(2)
- Nicola Conte, disc jockey e compositore italiano (Bari, n. 1964)
- Lato, disc jockey e beatmaker italiano (Senigallia, n. 1976)

## Doppiatori(1)
- Nicola Bartolini Carrassi, doppiatore e giornalista italiano (La Spezia, n. 1971)

## Drammaturghi(1)
- Nicola Saponaro, drammaturgo italiano (Bari, n. 1935 - † 2015)

## Economisti(5)
- Nicola Acocella, economista italiano (Calitri, n. 1939)
- Nicola Garrone, economista italiano (Bari, n. 1877 - Roma, † 1959)
- Nicola Miraglia, economista, politico e banchiere italiano (Lauria, n. 1835 - Napoli, † 1928)
- Nicola Sartor, economista e politico italiano (Bolzano, n. 1953)
- Nicola Scalzini, economista italiano (Bussi sul Tirino, n. 1935)

## Editori(3)
- Nicola Cacucci, editore italiano (Bari, n. 1941)
- Nicola Raffaele Di Matteo, editore italiano (Bologna, n. 1966)
- Nicola Zanichelli, editore italiano (Modena, n. 1819 - Bologna, † 1884)

## Filologi(4)
- Nicola Basta, filologo e scrittore italiano (San Nicola dell'Alto, n. 1767 - Parigi, † 1843)
- Nicola Festa, filologo classico, grecista e politico italiano (Matera, n. 1866 - Roma, † 1940)
- Nicola Terzaghi, filologo classico e latinista italiano (Bari, n. 1880 - Firenze, † 1964)
- Nicola Zingarelli, filologo e linguista italiano (Cerignola, n. 1860 - Milano, † 1935)

## Filosofi(6)
- Nicola Abbagnano, filosofo e storico della filosofia italiano (Salerno, n. 1901 - Milano, † 1990)
- Nicola Codronchi, filosofo e economista italiano (Imola, n. 1751 - Napoli, † 1818)
- Nicola Emery, filosofo svizzero (Lugano, n. 1958)
- Nicola Spedalieri, filosofo e presbitero italiano (Bronte, n. 1740 - Roma, † 1795)
- Nicola Antonio Stigliola, filosofo, architetto e medico italiano (Nola, n. 1546 - Napoli, † 1623)
- Nicola d'Autrecourt, filosofo e teologo francese (Autrécourt-sur-Aire, n. 1299 - Metz, † 1369)

## Fisici(1)
- Nicola Cabibbo, fisico italiano (Roma, n. 1935 - Roma, † 2010)

## Flautisti(2)
- Nicola Guidetti, flautista italiano (Ferrara, n. 1963)
- Nicola Stilo, flautista e chitarrista italiano (n. 1956)

## Fotografi(2)
- Nicola Perscheid, fotografo tedesco (Coblenza, n. 1864 - Berlino, † 1930)
- Nicola Scafidi, fotografo e fotoreporter italiano (Palermo, n. 1925 - † 2004)

## Fumettisti(4)
- Nicola Del Principe, fumettista italiano (Pescasseroli, n. 1927 - † 2002)
- Nicola Genzianella, fumettista italiano (Milano, n. 1967)
- Nicola Mari, fumettista italiano (Ferrara, n. 1967)
- Nicolas Tabary, fumettista e grafico francese (Parigi, n. 1966)

## Funzionari(4)
- Nicola Agioteodorita, funzionario, religioso e scrittore bizantino († 1175)
- Nicola De Cesare, funzionario italiano (Potenza, n. 1891 - † 1965)
- Nicola Picella, funzionario italiano (Forino, n. 1911 - Roma, † 1976)
- Nicola de Luca, prefetto e politico italiano (Campobasso, n. 1811 - Campobasso, † 1885)

## Generali(8)
- Nicola Bellomo, generale italiano (Bari, n. 1881 - Nisida, † 1945)
- Nicola Tancredi Cartella, generale italiano (Messina, n. 1861 - Monte San Gabriele, † 1916)
- Nicola Chiari, generale italiano (Napoli, n. 1922 - Roma, † 1998)
- Nicola Falde, generale, giornalista e saggista italiano (Santa Maria Capua Vetere, n. 1917 - Roma, † 1996)
- Nicola Heusch, generale italiano (Calci, n. 1837 - Bari, † 1902)
- Nicola Maurocatacalo, generale e ammiraglio bizantino
- Nicola Russo, generale italiano (Rionero in Vulture, n. 1897 - Roma, † 1959)
- Nicola Zanelli, generale italiano (Castelnovo ne' Monti, n. 1963 - Albinea, † 2025)

## Geografi(1)
- Nicola Scillacio, geografo, umanista e filosofo italiano (Messina)

## Gesuiti(3)
- Nicola Avancini, gesuita e scrittore italiano (Brez, n. 1611 - Roma, † 1686)
- Nicola Owen, gesuita inglese (Oxford - Londra, † 1606)
- Nicola Partenio Giannettasio, gesuita e poeta italiano (Napoli, n. 1648 - Massa Lubrense, † 1715)

## Ginnasti(1)
- Nicola Bartolini, ginnasta italiano (Cagliari, n. 1996)

## Giocatori di bowling(1)
- Nicola Pongolini, giocatore di bowling italiano (Fidenza, n. 1994)

## Giocatori di calcio a 5(1)
- Nicola Giannattasio, giocatore di calcio a 5 e allenatore di calcio a 5 italiano (Salerno, n. 1980)

## Gioiellieri(1)
- Nicola Gioitta, gioielliere italiano (Alcara Li Fusi, n. 1961 - Niscemi, † 1990)

## Giornalisti(11)
- Nicola Bonservizi, giornalista italiano (Urbisaglia, n. 1890 - Parigi, † 1924)
- Nicola Calathopoulos, giornalista e scrittore italiano (Alessandria d'Egitto, n. 1960)
- Nicola D'Amico, giornalista e saggista italiano (n. 1925)
- Nicola De Feo, giornalista italiano (Modugno, n. 1909 - Roma, † 1987)
- Nicola Fano, giornalista e scrittore italiano (Roma, n. 1959)
- Nicola Pellicani, giornalista e politico italiano (Venezia, n. 1961)
- Nicola Porro, giornalista, conduttore televisivo e saggista italiano (Roma, n. 1969)
- Nicola Rao, giornalista e saggista italiano (Latina, n. 1962)
- Nicola Roggero, giornalista e telecronista sportivo italiano (Casale Monferrato, n. 1964)
- Nicola Scano, giornalista e politico italiano (Cagliari, n. 1960)
- Nicola Vitiello, giornalista e conduttore radiofonico italiano (Milano, n. 1969)

## Giuristi(10)
- Nicola Caravita, giurista e filosofo italiano (Napoli, n. 1647 - Napoli, † 1717)
- Nicola Catalano, giurista e magistrato italiano (Castellaneta, n. 1910 - † 1984)
- Nicola Cirino, giurista e poeta italiano (Nicosia, n. 1802 - Palermo, † 1851)
- Nicola Coviello, giurista italiano (Avigliano, n. 1867 - Catania, † 1913)
- Nicola Dal Verme, giurista, diplomatico e politico italiano (Verona - Verona)
- Nicola D'Angelo, giurista e magistrato italiano
- Nicola Fiorita, giurista e politico italiano (Catanzaro, n. 1969)
- Nicola Jaeger, giurista e magistrato italiano (Pisa, n. 1903 - Milano, † 1975)
- Nicola Rocco, giurista italiano (Casoria, n. 1811 - Napoli, † 1877)
- Nicola Valletta, giurista e scrittore italiano (Arienzo, n. 1750 - Napoli, † 1814)

## Grecisti(1)
- Nicola Crocetti, grecista, traduttore e editore italiano (Patrasso, n. 1940)

## Hockeiste su ghiaccio(1)
- Nicola Eisenschmid, hockeista su ghiaccio tedesca (Marktoberdorf, n. 1996)

## Hockeiste su prato(1)
- Nicola White, hockeista su prato britannica (n. 1988)

## Hockeisti su ghiaccio(2)
- Nicola Celio, ex hockeista su ghiaccio svizzero (Faido, n. 1972)
- Nicola Da Rin, ex hockeista su ghiaccio e allenatore di hockey su ghiaccio italiano (Cortina d'Ampezzo, n. 1970)

## Imperatori(1)
- Nicola Canabo, imperatore bizantino (Costantinopoli, † 1204)

## Imprenditori(6)
- Nicola Blanc, imprenditore e politico italiano (Faverges, n. 1780 - Faverges, † 1857)
- Nicola Cosentino, imprenditore, ex politico e mafioso italiano (Casal di Principe, n. 1959)
- Nicola Giuseppe Dallorso, imprenditore, dirigente sportivo e politico italiano (Chiavari, n. 1876 - Genova, † 1954)
- Nicola Della Casa, imprenditore e politico svizzero (Meride, n. 1843 - Baveno, † 1894)
- Nicola Farina, imprenditore e politico italiano (Baronissi, n. 1830 - Baronissi, † 1902)
- Nicola Grauso, imprenditore, editore e politico italiano (Cagliari, n. 1949 - Cagliari, † 2025)

## Informatici(1)
- Nicola Leone, informatico italiano (Diamante, n. 1963)

## Ingegneri(5)
- Nicola Costantino, ingegnere e dirigente pubblico italiano (Bari, n. 1951)
- Nicola Guarino, ingegnere italiano (Messina, n. 1954)
- Nicola Materazzi, ingegnere italiano (Caselle in Pittari, n. 1939 - Sapri, † 2022)
- Nicola Pellati, ingegnere e geologo italiano (Gamalero, n. 1835 - Roma, † 1907)
- Nicola Romeo, ingegnere e imprenditore italiano (Sant'Antimo, n. 1876 - Magreglio, † 1938)

## Inventori(1)
- Nicola Zabaglia, inventore e ingegnere italiano (Buda di Cascia, n. 1667 - Roma, † 1750)

## Judoka(4)
- Nicola Fairbrother, ex judoka britannica (Henley-on-Thames, n. 1970)
- Nicola Angelo Fetto, judoka italiano (Cusano Mutri, n. 1957)
- Nicola Ripandelli, judoka italiano (Torino, n. 1954)
- Nicola Tempesta, judoka italiano (Napoli, n. 1935 - Napoli, † 2021)

## Letterati(2)
- Nicola Maria Nicolai, letterato, archeologo e economista italiano (Roma, n. 1756 - Roma, † 1833)
- Nicola de Gemmis, letterato e patriota italiano (Bari, n. 1818 - Bari, † 1883)

## Liutai(1)
- Nicola Amati, liutaio italiano (Cremona, n. 1596 - † 1684)

## Lunghisti(1)
- Nicola Trentin, ex lunghista italiano (Iglesias, n. 1974)

## Mafiosi(3)
- Nicola Arena, mafioso italiano (Isola di Capo Rizzuto, n. 1937 - Isola di Capo Rizzuto, † 2022)
- Nick Gentile, mafioso italiano (Siculiana, n. 1885 - Siculiana, † 1966)
- Nicola Mandalà, mafioso italiano (Villabate, n. 1968)

## Magistrati(11)
- Nicola Alianelli, magistrato, politico e giurista italiano (Missanello, n. 1809 - Missanello, † 1886)
- Nicola Coco, magistrato e giurista italiano (Umbriatico, n. 1882 - Roma, † 1948)
- Nicola Colaianni, magistrato, giurista e politico italiano (Bari, n. 1946)
- Nicola Gratteri, magistrato e saggista italiano (Gerace, n. 1958)
- Nicola Groppa, magistrato italiano (Cassano all'Ionio, n. 1890 - Corigliano Calabro, † 1972)
- Nicola Miraglia Del Giudice, magistrato e politico italiano (Napoli, n. 1961)
- Nicola Panevino, giudice e partigiano italiano (Carbone, n. 1910 - Cravasco, † 1945)
- Nicola Pasella, magistrato e politico italiano (Sassari, n. 1816 - Sassari, † 1896)
- Nicola Reale, magistrato italiano (Napoli, n. 1901 - Roma, † 1980)
- Nicola Restaino, magistrato italiano (Acerenza, n. 1907 - Roma, † 1985)
- Nicola Ricciuti, magistrato e politico italiano (Potenza, n. 1840 - Napoli, † 1910)

## Martelliste(1)
- Nicola Tuthill, martellista irlandese (Kilbrittain, n. 2003)

## Martellisti(1)
- Nicola Vizzoni, martellista italiano (Pietrasanta, n. 1973)

## Matematici(8)
- Nicola Antonio De Martino, matematico italiano (Faicchio, n. 1701 - Napoli, † 1769)
- Nicola Fergola, matematico italiano (Napoli, n. 1753 - Napoli, † 1824)
- Nicola Fusco, matematico italiano (Napoli, n. 1956)
- Nicola Gigli, matematico italiano (Macerata, n. 1979)
- Nicola d'Oresme, matematico, fisico e astronomo francese (Fleury-sur-Orne, n. 1323 - Lisieux, † 1382)
- Nicola Salvatore Dino, matematico italiano (Torre Annunziata, n. 1843 - Portici, † 1919)
- Nicola Sensale, matematico italiano
- Nicola Trudi, matematico italiano (Campobasso, n. 1811 - Caserta, † 1884)

## Medaglisti(1)
- Nicola Morelli, medaglista, scultore e attore italiano (Matera, n. 1921 - Roma, † 1994)

## Medici(7)
- Nicola Boccuzzi, medico e politico italiano (Ruvo di Puglia, n. 1856 - Florencio Varela, † 1907)
- Nicola Callicle, medico e poeta bizantino
- Nicola Damiani, medico, politico e saggista italiano (Bari, n. 1921 - Bari, † 2009)
- Nicola Dioguardi, medico e schermidore italiano (Bari, n. 1921 - Milano, † 2019)
- Nicola Giannelli, medico italiano (Caiazzo, n. 1733 - Napoli, † 1809)
- Nicola La Gravinese, medico e politico italiano (Cisternino, n. 1883 - † 1971)
- Nicola Longo, medico e patriota italiano (Modugno, n. 1789 - Modugno, † 1877)

## Militari(15)
- Nicola Brandi, militare italiano (Carovigno, n. 1918 - La Colle, † 1940)
- Nicola Campanile, militare italiano (Pavullo nel Frignano, n. 1966 - Siena, † 1990)
- Nicola Conte, militare e marinaio italiano (Tripoli, n. 1920 - Roma, † 1976)
- Nicola Furlotti, militare italiano (Verona, n. 1901 - Verona, † 1977)
- Panedigrano, militare italiano (Conflenti, n. 1753 - Conflenti, † 1828)
- Nicola Gualtieri, militare e politico italiano (L'Aquila, n. 1866 - Roma, † 1953)
- Nicola Magaldi, ufficiale e aviatore italiano (Potenza, n. 1911 - Tepelenë, † 1940)
- Nicola Maggio, militare italiano (Canosa di Puglia, n. 1976)
- Nicola Monaco, militare e partigiano italiano (Sacco, n. 1924 - Sant'Albano Stura, † 1945)
- Nicola Nisco, militare italiano (Napoli, n. 1896 - Malga della Cava, † 1916)
- Nicola Pistillo, militare e poeta italiano (San Giuliano del Sannio, n. 1916 - Pisa, † 1983)
- Nicola Pizi, militare italiano (Palmi, n. 1891 - Monte Sei Busi, † 1915)
- Nicola Porcelli, militare italiano (Napoli, n. 1911 - Sfisifa, † 1942)
- Nicola Tagliaferri, militare italiano (Firenze, n. 1913 - Cantà Mariam, † 1938)
- Nicola Vacchelli, ufficiale, geografo e politico italiano (Cremona, n. 1870 - Firenze, † 1932)

## Mineralogisti(1)
- Nicola Covelli, mineralogista italiano (Caiazzo, n. 1790 - Napoli, † 1829)

## Modelle(3)
- Nicola Cavanis, modella tedesca (Monaco di Baviera, n. 1998)
- Nicci Jolly, modella scozzese (Dundee, n. 1981)
- Nicola Mimnagh, modella scozzese (Kilbarchan, n. 1986)

## Monaci cristiani(4)
- Nicola Maniacutia, monaco cristiano, filologo e scrittore italiano
- Nicola del Giappone, monaco cristiano e teologo russo (Smolensk, n. 1836 - Tokyo, † 1912)
- Nicola di Černihiv, monaco cristiano e santo ucraino (Monastero delle grotte di Kiev, † 1142)
- Nicola di Otranto, monaco cristiano, filosofo e teologo italiano (Otranto - Casole, † 1235)

## Musicisti(1)
- Nicola Costa, musicista italiano (Milazzo, n. 1968)

## Nobili(11)
- Nicola III Esterházy, nobile ungherese (Ratisbona, n. 1817 - Vienna, † 1894)
- Nicola Gaetani d'Alife, nobile, imprenditore e politico italiano (Napoli, n. 1857 - Napoli, † 1924)
- Nicola María de Guzmán Carafa, nobile italiano (Napoli, n. 1638 - Madrid, † 1689)
- Nicola di Lorena, nobile francese (Bar-le-Duc, n. 1524 - † 1577)
- Nicola Leopoldo di Salm-Salm, nobile belga (Nancy, n. 1701 - Anversa, † 1770)
- Nicola, nobile bulgaro
- Nicola, nobile ungherese
- Nicola Szák, nobile ungherese († 1241)
- Nicola I di Transilvania, nobile ungherese
- Nicola di Salm, nobile e condottiero tedesco (Vielsalm, n. 1459 - Marchegg, † 1530)
- Nicola d'Arborea, nobile italiano (Oristano, n. 1322 - Catalogna, † 1370)

## Notai(1)
- Nicola Ruffolo, notaio, scrittore e filosofo italiano (Cosenza, n. 1914 - Roma, † 1995)

## Nuotatori(2)
- Nicola Bolzonello, nuotatore italiano (Montebelluna, n. 1987)
- Nicola Cassio, nuotatore italiano (Trieste, n. 1985)

## Nuotatrici(1)
- Nicola Jackson, nuotatrice britannica (n. 1984)

## Orafi(1)
- Nicola da Guardiagrele, orafo, scultore e pittore italiano (Guardiagrele, n. 1385 - Guardiagrele)

## Organisti(1)
- Nicola Benvenuti, organista e compositore italiano (Pisa, n. 1783 - Pisa, † 1867)

## Ostacolisti(1)
- Nicola Cascella, ex ostacolista italiano (Barletta, n. 1985)

## Pallanuotiste(1)
- Nicola Zagame, pallanuotista australiana (Sydney, n. 1990)

## Pallanuotisti(2)
- Nicola Cuccovillo, pallanuotista italiano (Bari, n. 1994)
- Nicola Parodi, pallanuotista italiano (Imperia, n. 1989)

## Pallavolisti(5)
- Nicola Leonardi, ex pallavolista italiano (Trento, n. 1988)
- Nicola Pesaresi, pallavolista italiano (Loreto, n. 1991)
- Nicola Salsi, pallavolista italiano (Reggio Emilia, n. 1997)
- Nicola Tiozzo, pallavolista italiano (Chioggia, n. 1993)
- Nicola Zonta, pallavolista italiano (Tolmezzo, n. 2000)

## Parolieri(1)
- Nisa, paroliere e disegnatore italiano (Napoli, n. 1910 - Milano, † 1969)

## Partigiani(2)
- Nicola Sernia, partigiano italiano (Barletta, n. 1910 - Celenza Valfortore, † 1943)
- Nicola Ugo Stame, partigiano e tenore italiano (Foggia, n. 1908 - Roma, † 1944)

## Patriarchi cattolici(4)
- Nicola Saverio Gamboni, patriarca cattolico italiano (Napoli, n. 1746 - Venezia, † 1808)
- Nicola di Lussemburgo, patriarca cattolico tedesco (Praga, n. 1322 - Belluno, † 1358)
- Nicola Porta, patriarca cattolico italiano (Castell'Arquato - Mirano, † 1251)
- Nicola di Hanappes, patriarca cattolico francese (Hannappes - San Giovanni d'Acri, † 1291)

## Pattinatori di short track(2)
- Nicola Franceschina, ex pattinatore di short track italiano (Bormio, n. 1977)
- Nicola Rodigari, ex pattinatore di short track italiano (Tirano, n. 1981)

## Pattinatori di velocità su ghiaccio(1)
- Nicola Tumolero, pattinatore di velocità su ghiaccio italiano (Roana, n. 1994)

## Pattinatrici di velocità su ghiaccio(1)
- Nicola Mayr, ex pattinatrice di velocità su ghiaccio italiana (Bolzano, n. 1978)

## Pedagogisti(1)
- Nicola Fornelli, pedagogista italiano (Bitonto, n. 1843 - Bari, † 1915)

## Pentatleti(1)
- Nicola Benedetti, pentatleta italiano (Modena, n. 1985)

## Pianisti(2)
- Nicola Nacciarone, pianista, docente e compositore italiano (Napoli, n. 1802 - Napoli, † 1876)
- Nicola Piovani, pianista, compositore e direttore d'orchestra italiano (Roma, n. 1946)

## Piloti automobilistici(3)
- Nicola Larini, ex pilota automobilistico italiano (Camaiore, n. 1964)
- Nicola Musmeci, pilota automobilistico italiano (Acireale, n. 1912 - Catania, † 1993)
- Nicola Tesini, pilota automobilistico e giornalista italiano (Verona, n. 1962)

## Piloti di rally(1)
- Nicola Ventura, pilota di rally e dirigente sportivo italiano (Merate, n. 1975)

## Pittori(34)
- Nicola Bertucci, pittore italiano (Ancona - Bologna, † 1777)
- Nicola Cianfanelli, pittore italiano (Mosca, n. 1793 - Firenze, † 1848)
- Nicola Ciletti, pittore italiano (San Giorgio La Molara, n. 1883 - † 1967)
- Nicola Consoni, pittore italiano (Ceprano, n. 1814 - Roma, † 1884)
- Nicola De Filippis, pittore italiano (Triggiano, n. 1694 - Triggiano, † 1769)
- Nicola De Laurentiis, pittore italiano (Chieti, n. 1783 - † 1832)
- Nicola Filotesio, pittore, architetto e scultore italiano (Amatrice - Ascoli Piceno)
- Maestro Francke, pittore tedesco (Zutphen - probabilmente Amburgo)
- Nicola Galante, pittore e incisore italiano (Vasto, n. 1883 - Torino, † 1969)
- Nicola Giolfino, pittore italiano (Verona, n. 1476 - Verona, † 1555)
- Nicola Gliri, pittore italiano (Bitonto, n. 1631)
- Nicola Grassi, pittore italiano (Zuglio, n. 1682 - Venezia, † 1748)
- Nicola van Houbraken, pittore italiano (Messina, n. 1668 - Pisa, † 1733)
- Nicola Iuppariello, pittore italiano (Barra, n. 1917 - Napoli, † 1997)
- Nicola Laurenti, pittore italiano (Ferrara, n. 1873 - Vimercate, † 1943)
- Nicola Lochoff, pittore e restauratore russo (Pskov, n. 1872 - Firenze, † 1948)
- Nicola Malinconico, pittore italiano (Napoli, n. 1663 - Napoli, † 1726)
- Nicola Mangone, pittore italiano (Caravaggio - Caravaggio, † 1546)
- Nicola Massaro, pittore italiano (Napoli - Napoli, † 1704)
- Nicola Moietta, pittore italiano (Caravaggio)
- Nicola Antonio Monti, pittore italiano (Ascoli Piceno, n. 1736 - † 1795)
- Nicola Neonato, pittore e scultore italiano (Borzonasca, n. 1912 - Genova, † 2006)
- Nicola di Maestro Antonio d'Ancona, pittore italiano (Ancona)
- Nicola da Nova Siri, pittore italiano (Nova Siri)
- Nicola d'Ulisse, pittore italiano
- Nicola Palizzi, pittore italiano (Vasto, n. 1820 - Napoli, † 1870)
- Nicola Peccheneda, pittore italiano (Polla, n. 1725 - Polla, † 1804)
- Nicola Porta, pittore italiano (Molfetta, n. 1710 - † 1784)
- Nicola Maria Rossi, pittore italiano (Napoli, n. 1690 - Napoli, † 1758)
- Nicola Russo, pittore italiano (n. 1647 - † 1702)
- Nicola Savoldi, pittore, decoratore e giudice italiano (Nembro, n. 1864 - Nembro, † 1952)
- Nicola Vaccaro, pittore italiano (Napoli, n. 1640 - Napoli, † 1709)
- Nicola Verlato, pittore, scultore e architetto italiano (Verona, n. 1965)
- Nicola de Nicoli, pittore italiano

## Poeti(5)
- Nicola Iacobacci, poeta e letterato italiano (Toro, n. 1935 - Campobasso, † 2018)
- Nicola Marchese, poeta italiano (Trani, n. 1858 - Roma, † 1910)
- Nicola Moscardelli, poeta, scrittore e esoterista italiano (Ofena, n. 1894 - Roma, † 1943)
- Nicola Muschitiello, poeta e traduttore italiano (Pezze di Greco, n. 1953)
- Nicola Vitale, poeta, saggista e pittore italiano (Milano, n. 1956)

## Politiche(3)
- Nickie Aiken, politica britannica (Cardiff, n. 1969)
- Nicola Beer, politica tedesca (Wiesbaden, n. 1970)
- Niki Tsongas, politica statunitense (Chico, n. 1946)

## Politologi(1)
- Nicola Matteucci, politologo italiano (Bologna, n. 1926 - Bologna, † 2006)

## Poliziotti(2)
- Nicola Amodio, poliziotto italiano (Pizzo Calabro, n. 1898 - Mauthausen, † 1945)
- Nicola Calipari, poliziotto, militare e agente segreto italiano (Reggio Calabria, n. 1953 - Baghdad, † 2005)

## Preparatori atletici(1)
- Nicola Fontanive, preparatore atletico e ex hockeista su ghiaccio italiano (Belluno, n. 1985)

## Presbiteri(11)
- Nicola Bunkerd Kitbamrung, presbitero thailandese (Nakhon Pathom, n. 1895 - Bangkok, † 1944)
- Nicola Gambino, presbitero e storico italiano (Fontanarosa, n. 1921 - Mirabella Eclano, † 2000)
- Nicola Mazza, presbitero e educatore italiano (Verona, n. 1790 - Verona, † 1865)
- Nicola da Tolentino, presbitero e santo italiano (Sant'Angelo in Pontano, n. 1245 - Tolentino, † 1305)
- Nicola Pacifico, prete italiano (Napoli, n. 1734 - Napoli, † 1799)
- Nicola Paglia, presbitero italiano (Giovinazzo, n. 1197 - Perugia, † 1256)
- Nicola Palmisano, presbitero, educatore e attivista italiano (Taurisano, n. 1940 - Roma, † 1993)
- Nicola Palomba, presbitero, patriota e politico italiano (Avigliano, n. 1746 - Napoli, † 1799)
- Nicola Popolizio, presbitero italiano (Altamura, n. 1747 - Altamura, † 1799)
- Nicola Turchi, presbitero, storico e traduttore italiano (Roma, n. 1882 - Roma, † 1958)
- Nicola Valzani, presbitero italiano (San Pietro Vernotico, n. 1806 - San Pietro Vernotico, † 1872)

## Principi(19)
- Nicola II Esterházy, principe (Vienna, n. 1765 - Como, † 1833)
- Nicola I Esterházy, principe, musicista e mecenate ungherese (Vienna, n. 1714 - Vienna, † 1790)
- Nicola IV Esterházy, principe (Vienna, n. 1869 - Ödenburg, † 1920)
- Nicola di Grecia, principe greco (Roma, n. 1969)
- Nicola Sebastiano del Liechtenstein, principe liechtensteinese (Grabs, n. 2000)
- Nicola del Montenegro, principe montenegrino (Saint-Nicolas-du-Pélem, n. 1944)
- Nicola Guglielmo di Nassau, principe olandese (Biebrich, n. 1832 - Wiesbaden, † 1905)
- Nicola di Romania, principe rumeno (Sinaia, n. 1903 - Madrid, † 1978)
- Nicola I di Werle, principe († 1277)
- Nicola I di Rostock, principe († 1314)
- Nicola III di Meclemburgo, principe (n. 1230)
- Nicola II di Meclemburgo, principe (Gadebusch, † 1225)
- Nicola II di Werle, principe (Güstrow, † 1316)
- Nicola III di Werle, principe († 1360)
- Nicola IV di Werle, principe († 1354)
- Nicola V di Werle, principe († 1408)
- Nicola Enrico di Borbone-Francia, principe francese (Fontainebleau, n. 1607 - castello di Saint-Germain-en-Laye, † 1611)
- Nicola di Grecia, principe greco (Atene, n. 1872 - Atene, † 1938)
- Nicola Romanovič Romanov, principe russo (Antibes, n. 1922 - Bolgheri, † 2014)

## Produttori cinematografici(2)
- Nicola Carraro, produttore cinematografico e editore italiano (Milano, n. 1942)
- Nicola Giuliano, produttore cinematografico italiano (Napoli, n. 1966)

## Psichiatri(1)
- Nicola Lalli, psichiatra e psicologo italiano (Riccia, n. 1938 - Roma, † 2009)

## Psicoanalisti(1)
- Nicola Perrotti, psicoanalista e politico italiano (Penne, n. 1897 - Roma, † 1970)

## Psicologi(1)
- Nicola Alberto De Carlo, psicologo e giurista italiano (Brindisi, n. 1947 - Padova, † 2021)

## Pugili(1)
- Nicola Adams, ex pugile britannica (Leeds, n. 1982)

## Rapper(3)
- Nitro, rapper italiano (Vicenza, n. 1993)
- Lil Busso, rapper italiano (Bologna, n. 1999)
- Nicola Siciliano, rapper, produttore discografico e fonico italiano (Napoli, n. 2002)

## Registi(4)
- Nicola De Rinaldo, regista e sceneggiatore italiano (Napoli, n. 1942)
- Nicola Fausto Neroni, regista, sceneggiatore e direttore del doppiaggio italiano (Roma, n. 1896 - Roma, † 1974)
- Nick Nostro, regista italiano (Gioia Tauro, n. 1931 - Gioia Tauro, † 2014)
- Nicola Prosatore, regista, sceneggiatore e produttore cinematografico italiano (Napoli, n. 1981)

## Religiosi(6)
- Nicola di Pskov, religioso e santo russo (Pskov, † 1578)
- Nicola da Gesturi, religioso italiano (Gesturi, n. 1882 - Cagliari, † 1958)
- Nicola da Longobardi, religioso italiano (Longobardi, n. 1650 - Roma, † 1709)
- Nicola Onorati, religioso e agronomo italiano (Craco, n. 1764 - Napoli, † 1822)
- Nicola Tavelić, religioso croato (Sebenico - Gerusalemme, † 1391)
- Nicola di Stilo, religioso italiano (Stilo, † 1050)

## Rivoluzionari(1)
- Nicola Maria Francesco Addone, rivoluzionario italiano (Potenza, n. 1763 - Potenza, † 1834)

## Rugbisti a 15(8)
- Nicola Aldrovandi, ex rugbista a 15 e allenatore di rugby a 15 italiano (Bologna, n. 1971)
- Nicola Belardo, ex rugbista a 15 italiano (Napoli, n. 1990)
- Nicola Cattina, rugbista a 15 italiano (Manerbio, n. 1985)
- Nicola De Meneghi, ex rugbista a 15 italiano (Asolo, n. 1972)
- Nicola Leonardi, ex rugbista a 15 italiano (Roma, n. 1979)
- Nicola Mazzucato, ex rugbista a 15 e allenatore di rugby a 15 italiano (Padova, n. 1975)
- Nicola Pavin, rugbista a 15 italiano (Montebelluna, n. 1984)
- Nicola Quaglio, ex rugbista a 15 italiano (Rovigo, n. 1991)

## Saggisti(1)
- Nicola Chiaromonte, saggista e critico teatrale italiano (Rapolla, n. 1905 - Roma, † 1972)

## Santi(3)
- Nicola Pellegrino, santo bizantino (Stiri, n. 1075 - Trani, † 1094)
- San Nicola Greco, santo
- Nicola di Sofia, santo bulgaro (Giannina - Sofia, † 1555)

## Scacchisti(1)
- Nicola Altini, scacchista italiano (Martina Franca, n. 1995)

## Sceneggiatori(3)
- Nicola Badalucco, sceneggiatore e giornalista italiano (Milano, n. 1929 - Roma, † 2015)
- Nicola Barile, sceneggiatore, regista e editore italiano (Santa Maria Capua Vetere, n. 1962)
- Nicola Guaglianone, sceneggiatore italiano (Napoli, n. 1973)

## Scenografi(1)
- Nicola Rubertelli, scenografo italiano (Napoli, n. 1937)

## Schermidori(2)
- Nicola Girace, schermidore italiano (Napoli, n. 1907 - Forlì, † 1970)
- Nicola Granieri, schermidore italiano (Torino, n. 1942 - Torino, † 2006)

## Sciatori alpini(1)
- Nicola Ercolani, ex sciatore alpino sammarinese (n. 1969)

## Sciatrici alpine(4)
- Nicola Lechner, ex sciatrice alpina austriaca
- Nicola Rountree-Williams, sciatrice alpina statunitense (Princeton, n. 2002)
- Nicola Schmid, ex sciatrice alpina tedesca (n. 1990)
- Nicola Spieß, ex sciatrice alpina austriaca (Innsbruck, n. 1958)

## Scienziati(2)
- Niccolò da Reggio, scienziato, medico e traduttore italiano (Reggio Calabria, n. 1280)
- Nicola Fiorentino, scienziato, scrittore e patriota italiano (Pomarico, n. 1755 - Napoli, † 1799)

## Scrittori(17)
- Nicola Daspuro, scrittore, giornalista e librettista italiano (Lecce, n. 1853 - Napoli, † 1941)
- Nicola Gardini, scrittore, latinista e pittore italiano (Petacciato, n. 1965)
- Nicola Giunta, scrittore italiano (Reggio Calabria, n. 1895 - Reggio Calabria, † 1968)
- Nicola Lagioia, scrittore e conduttore radiofonico italiano (Bari, n. 1973)
- Nicola Lecca, scrittore italiano (Cagliari, n. 1976)
- Nicola Lisi, scrittore italiano (Scarperia, n. 1893 - Firenze, † 1975)
- Nicola Lombardi, scrittore italiano (Ferrara, n. 1965)
- Nicola Lucchi, scrittore italiano (Breno, n. 1981)
- Nicola Manuppelli, scrittore, traduttore e curatore editoriale italiano (Vizzolo Predabissi, n. 1977)
- Nicola Manzari, scrittore e sceneggiatore italiano (Bari, n. 1908 - Roma, † 1991)
- Nicola Misasi, scrittore e giornalista italiano (Paterno Calabro, n. 1850 - Roma, † 1923)
- Nicola Nosengo, scrittore, saggista e giornalista italiano (Genova, n. 1973)
- Nico Orengo, scrittore, giornalista e poeta italiano (Torino, n. 1944 - Torino, † 2009)
- Nicola Pugliese, scrittore italiano (Milano, n. 1944 - Avella, † 2012)
- Nicola Ravera Rafele, scrittore e sceneggiatore italiano (Roma, n. 1979)
- Nicola Serena di Lapigio, scrittore, saggista e giornalista italiano (Altamura, n. 1875 - Roma, † 1938)
- Nicola Zitara, scrittore e giornalista italiano (Siderno, n. 1927 - Siderno, † 2010)

## Scrittrici(3)
- Nicola Barker, scrittrice britannica (Ely, n. 1966)
- Nicola Griffith, scrittrice britannica (Leeds, n. 1960)
- Nicola Yoon, scrittrice statunitense (Rio de Janeiro, n. 1972)

## Scultori(12)
- Nicola Cantalamessa Papotti, scultore italiano (Ascoli Piceno, n. 1831 - Roma, † 1910)
- Nicola Carrino, scultore italiano (Taranto, n. 1932 - Roma, † 2018)
- Nicola D'Antino, scultore italiano (Caramanico Terme, n. 1880 - Roma, † 1966)
- Nicola De Francesco, scultore e ceramista italiano (San Pietro a Patierno, n. 1898 - Napoli, † 1991)
- Nicola Fiore, scultore italiano (Troia, n. 1881 - Milano, † 1976)
- Nicola Fumo, scultore e architetto italiano (Baronissi, n. 1647 - Napoli, † 1725)
- Nicola di Bartolomeo da Foggia, scultore italiano (Foggia)
- Nicola Pisano, scultore e architetto italiano (Puglia)
- Nicola Rubino, scultore e pittore italiano (Alcamo, n. 1905 - Roma, † 1984)
- Nicola Salzillo, scultore italiano (Santa Maria Capua Vetere, n. 1672 - Murcia, † 1727)
- Nicola Sebastio, scultore e disegnatore italiano (Monghidoro, n. 1914 - Busto Arsizio, † 2005)
- Nicola Zamboni, scultore italiano (Bologna, n. 1943 - Bologna, † 2023)

## Sindacalisti(4)
- Nicola Alongi, sindacalista italiano (Prizzi, n. 1863 - Prizzi, † 1920)
- Nicola Fasano, sindacalista e politico italiano (Pozzuoli, n. 1920 - † 1960)
- Nicola Petrina, sindacalista e politico italiano (Randazzo, n. 1861 - Messina, † 1908)
- Nicola Vecchi, sindacalista e pubblicista italiano (Poggio Rusco, n. 1883)

## Skeletonisti(1)
- Nicola Drocco, ex skeletonista italiano (Torino, n. 1979)

## Sondaggisti(1)
- Nicola Piepoli, sondaggista e imprenditore italiano (Torino, n. 1935)

## Soprani(1)
- Nicola Beller Carbone, soprano tedesco (Mannheim, n. 1964)

## Sovrani(4)
- Nicola I di Meclemburgo, sovrano obodrita (Waschow, † 1200)
- Nicola I di Russia, sovrano russo (Carskoe Selo, n. 1796 - San Pietroburgo, † 1855)
- Nicola II di Russia, sovrano russo (Carskoe Selo, n. 1868 - Ekaterinburg, † 1918)
- Nicola I del Montenegro, re (Njeguši, n. 1841 - Montpellier, † 1921)

## Stilisti(2)
- Nicola Formichetti, stilista e direttore artistico italiano (Tokyo, n. 1977)
- Nicola Trussardi, stilista e imprenditore italiano (Bergamo, n. 1942 - Milano, † 1999)

## Storici(11)
- Nicola Caldogno, storico e epigrafista italiano
- Nicola Cilento, storico e medievista italiano (Stigliano, n. 1914 - Napoli, † 1988)
- Nicola Coleti, storico e presbitero italiano (Venezia, n. 1680 - Venezia, † 1765)
- Nicola D'Alagni, storico e pittore italiano (Castellaneta, n. 1865 - Castellaneta, † 1943)
- Nicola Fierro, storico e archeologo italiano († 2009)
- Nicola Gallerano, storico italiano (Roma, n. 1940 - Roma, † 1996)
- Nicola Labanca, storico italiano (Firenze, n. 1957)
- Nicola di Damasco, storico e filosofo greco antico (Damasco, n. 64 a.C. - Roma)
- Nicola Raponi, storico italiano (Tolentino, n. 1931 - Milano, † 2007)
- Nicola Sculco, storico italiano (Crotone, n. 1846 - Crotone, † 1913)
- Nicola Tranfaglia, storico e politico italiano (Napoli, n. 1938 - Roma, † 2021)

## Storici dell'arte(1)
- Nicola Ivanoff, storico dell'arte russo (San Pietroburgo, n. 1901 - Venezia, † 1977)

## Surfisti(1)
- Nicola Bresciani, surfista italiano (Pietrasanta, n. 1981)

## Tennisti(2)
- Nicola Kuhn, tennista tedesco (Innsbruck, n. 2000)
- Nicola Pietrangeli, ex tennista italiano (Tunisi, n. 1933)

## Tenori(8)
- Nicola Filacuridi, tenore italiano (Alessandria d'Egitto, n. 1920 - Sydney, † 2009)
- Nicola Fusati, tenore italiano (Rieti, n. 1876 - Roma, † 1956)
- Nicola Ivanoff, tenore italiano (Voroniž, n. 1810 - Bologna, † 1880)
- Nicola Martinucci, tenore italiano (Taranto, n. 1941)
- Nicola Monti, tenore italiano (Milano, n. 1920 - Fidenza, † 1993)
- Nicola Pisaniello, tenore italiano (Cervinara, n. 1975)
- Nicola Tagger, tenore bulgaro (Pazardžik)
- Nicola Zerola, tenore italiano (Napoli, n. 1876 - New York, † 1936)

## Teologi(3)
- Nicola Bux, teologo italiano (Bari, n. 1947)
- Nicola Cabasila, teologo bizantino (Tessalonica - Costantinopoli)
- Nicola Mesarite, teologo e vescovo ortodosso bizantino (Costantinopoli - Costantinopoli, † 1216)

## Terroristi(1)
- Nicola Valentino, terrorista italiano (Avellino, n. 1954)

## Tiratori a segno(1)
- Nicola Pizzi, tiratore a segno italiano (Lucca, n. 1966)

## Triatlete(1)
- Nicola Spirig, triatleta svizzera (Bülach, n. 1982)

## Tuffatori(1)
- Nicola Marconi, ex tuffatore italiano (Roma, n. 1978)

## Umanisti(1)
- Cola Montano, umanista italiano (Gaggio Montano - Firenze, † 1482)

## Velisti(1)
- Nicola Celon, velista italiano (Verona, n. 1964)

## Velociste(1)
- Nicola Sanders, ex velocista e ostacolista britannica (High Wycombe, n. 1982)

## Velocisti(1)
- Nicola Asuni, ex velocista italiano (Cagliari, n. 1973)

## Vescovi(2)
- Nicola di Sutri, vescovo italiano
- San Nicola di Bari, vescovo romano (Pàtara, n. 270 - Myra, † 343)

## Vescovi cattolici(17)
- Nicola Maria Audino, vescovo cattolico italiano (Vallelunga Pratameno, n. 1861 - † 1933)
- Nicola Belletti, vescovo cattolico italiano (Cesena, n. 1782 - Foligno, † 1864)
- Nicola Berlingeri, vescovo cattolico italiano (Crotone, n. 1774 - Nicastro, † 1854)
- Nicola Canino, vescovo cattolico italiano (Albi, n. 1897 - Roma, † 1962)
- Nicola Capasso, vescovo cattolico italiano (Frattamaggiore, n. 1886 - Frattamaggiore, † 1968)
- Nicola Maria Caracciolo, vescovo cattolico italiano (n. 1512 - † 1567)
- Nicola Castroceli, vescovo cattolico italiano (L'Aquila, † 1303)
- Nicola De Martino, vescovo cattolico italiano (Buonabitacolo, n. 1818 - Ercolano, † 1881)
- Nicola Maria Laudisio, vescovo cattolico italiano (Sarno, n. 1779 - Policastro Bussentino, † 1862)
- Nicola Caputo, vescovo cattolico italiano (Napoli, n. 1774 - Lecce, † 1862)
- Nicola, vescovo cattolico italiano
- Nicola Principato, vescovo cattolico italiano
- Nicola Righetti, vescovo cattolico italiano (San Mauro Marchesato, n. 1646 - Martirano, † 1711)
- Nicola de Simone, vescovo cattolico e teologo italiano (Mesoraca, n. 1820 - Bova, † 1895)
- Nicola Sterlini, vescovo cattolico italiano (Agrigento, n. 1798 - Teano, † 1860)
- Nicola Terzago, vescovo cattolico italiano (Roma, n. 1679 - Narni, † 1761)
- Nicola Viviani, vescovo cattolico italiano (Ceprano - Roma, † 1428)

## Vescovi ortodossi(2)
- Nicola VI di Alessandria, vescovo ortodosso ottomano (Istanbul, n. 1915 - Mosca, † 1986)
- Nicola V di Alessandria, vescovo ortodosso greco (Giannina, n. 1876 - Egitto, † 1939)

## Veterinari(1)
- Nicola Lanzillotti Buonsanti, veterinario, filosofo e patriota italiano (Ferrandina, n. 1846 - Bergamo, † 1924)

## Viaggiatori(1)
- Nicola Albani, viaggiatore italiano (Melfi)

## Violiniste(1)
- Nicola Benedetti, violinista britannica (West Kilbride, n. 1987)

## Violinisti(2)
- Nicola Matteis, violinista e compositore italiano (Napoli)
- Nicola Petrini Zamboni, violinista, compositore e direttore d'orchestra italiano (Cesena, n. 1785 - Altopascio, † 1849)

## Violoncellisti(1)
- Nicola Tacchinardi, violoncellista e tenore italiano (Livorno, n. 1772 - Firenze, † 1859)

## Wrestler(1)
- Nikki Cross, wrestler scozzese (Glasgow, n. 1989)

## Senza attività specificata(7)
- Nicola di Antiochia (Antiochia di Siria)
- Nicola I di Lorena, duca francese (Nancy, n. 1448 - Nancy, † 1473)
- Nicola di Oldenburg, duca (San Pietroburgo, n. 1840 - Ginevra, † 1886)
- Nicola d'Epiro, conte (n. 1295 - † 1323)
- Nicola Pederzolli, ex snowboarder austriaca (Innsbruck, n. 1974)
- Nicola Sturgeon, ex politica scozzese (Irvine, n. 1970)
- Nicola Thost, ex snowboarder tedesca (n. 1977)